# Plecoptera stuhlmanni
Plecoptera stuhlmanni är en fjärilsart som beskrevs av Arnold Pagenstecher 1893. Plecoptera stuhlmanni ingår i släktet Plecoptera och familjen nattflyn. Inga underarter finns listade i Catalogue of Life.